# 艾寒松
艾寒松（1905年—1975年）原名逸尘，又名涤尘。江西高安人。中国报人、编辑，邹韬奋的得力助手，中国共产党及中华人民共和国官员。

## 生平
民国19年（1930年）艾寒松自复旦大学政治系肄业，因投稿及与邹韬奋通信而获得后者赏识。民国20年（1931年）初，艾寒松任《生活》周刊总务主任。民国22 年（1933年）7月，邹韬奋被迫流亡海外，艾寒松受其委托主持《生活》周刊编辑工作。
民国23年（1934年）2月，艾寒松和杜重远创办《新生》周刊，艾寒松负责具体编辑工作，并兼任《太白》杂志编辑委员。民国24年（1935年）5月，艾寒松以笔名“易水”在《新生》上发表了《闲话皇帝》一文，触怒了日本方面。日本驻上海领事要求国民党当局查封《新生》周刊社并惩办作者与编者，酿成新生事件。在杜重远的保护下，艾寒松得以幸免，赴莫斯科同吴玉章等编辑《救国时报》（该报在巴黎发行）。
抗日战争爆发后，民国27年（1938年）1月艾寒松回到汉口，到生活书店总管理处任职。同年3月，他加入中国共产党。民国28年（1939年）9月，他回到上海，任中共上海文委委员。民国31年（1942年）春，他进入苏北抗日根据地，任《盐阜日报》总编辑兼社长。
第二次国共内战期间，民国35年（1946年），他回到上海，化名“何仁甫”，从事中共地下工作，并任《群众》、《民主》、《新文化》杂志编辑委员。民国37年（1948年），他撤往华北解放区，此后他先后在华北大学、人民大学任职。
中华人民共和国成立后，他历任江西省教育厅副厅长、中共中央中南局党校副教务长、江西省委党校校长、江西省委宣传部副部长、江西省科委主任等职。
1975年，艾寒松逝世。

## 著作
- 《怎样做一个共产党员》